# Hôtel de ville de Tours
L'hôtel de ville de Tours est construit entre 1896 et 1904 par l'architecte tourangeau Victor Laloux au droit de la rue Nationale en limite du Vieux-Tours.

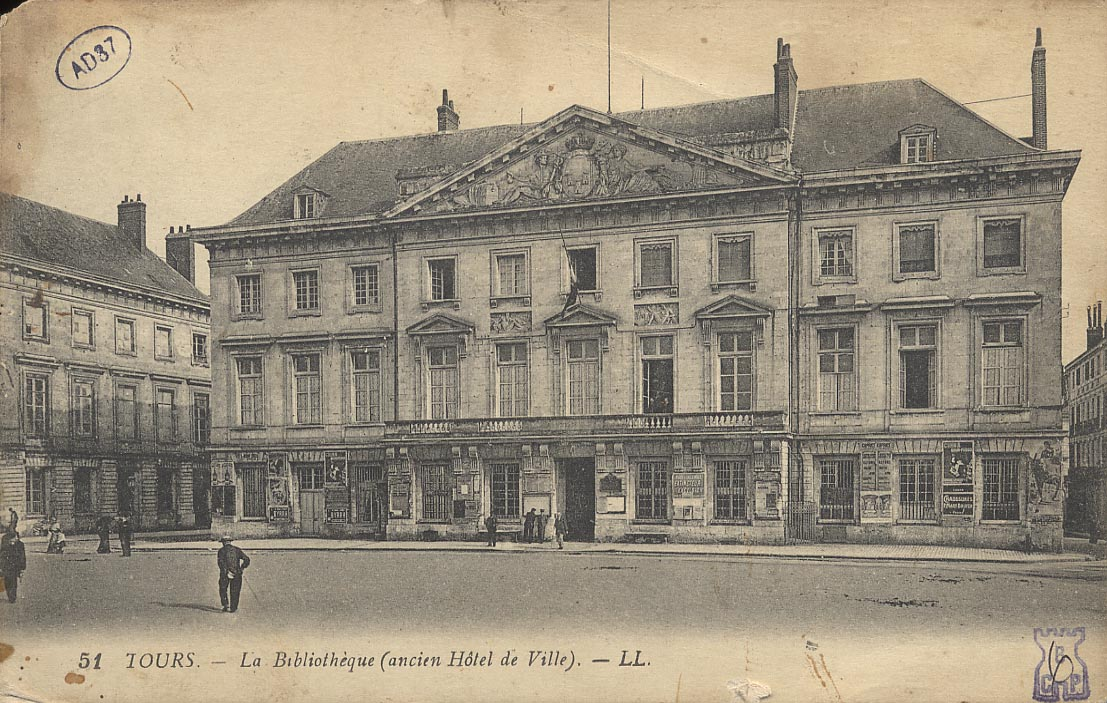
L'ancien hôtel de ville de Tours.

## Présentation
L'édifice monumental, démesurément grand par rapport à la place Jean-Jaurès et au palais de Justice, est destiné à refléter les vertus républicaines et l'autorité municipale. L'hôtel de ville et la place Jean Jaurès évoquent un aménagement parisien.
La décoration intérieure et extérieure a représenté le quart du coût total (596 000 francs pour 2,36 millions).
Sur la façade, on trouve quatre atlantes de François Sicard ; à gauche et à droite de l'horloge, deux cariatides (le Jour et la Nuit) sont de Émile Joseph Nestor Carlier (1849-1927). Deux personnages allongés représentent la Loire (à gauche) et le Cher. Ils sont de Jean-Antoine Injalbert. Les deux ailes sont décorées : à l'ouest, le Courage et la Force de Jean-Baptiste Hugues, et à l'est, l'Éducation et la Vigilance, d'Alphonse Cordonnier. Tout le reste de la décoration est dû à Henri Varenne (qui touchera à lui seul 334 000 francs).
Sa toiture servit de modèle pour la restauration de l'hôtel de ville de Montréal à la suite de son incendie en 1922.[réf. nécessaire]

Détails de la façade
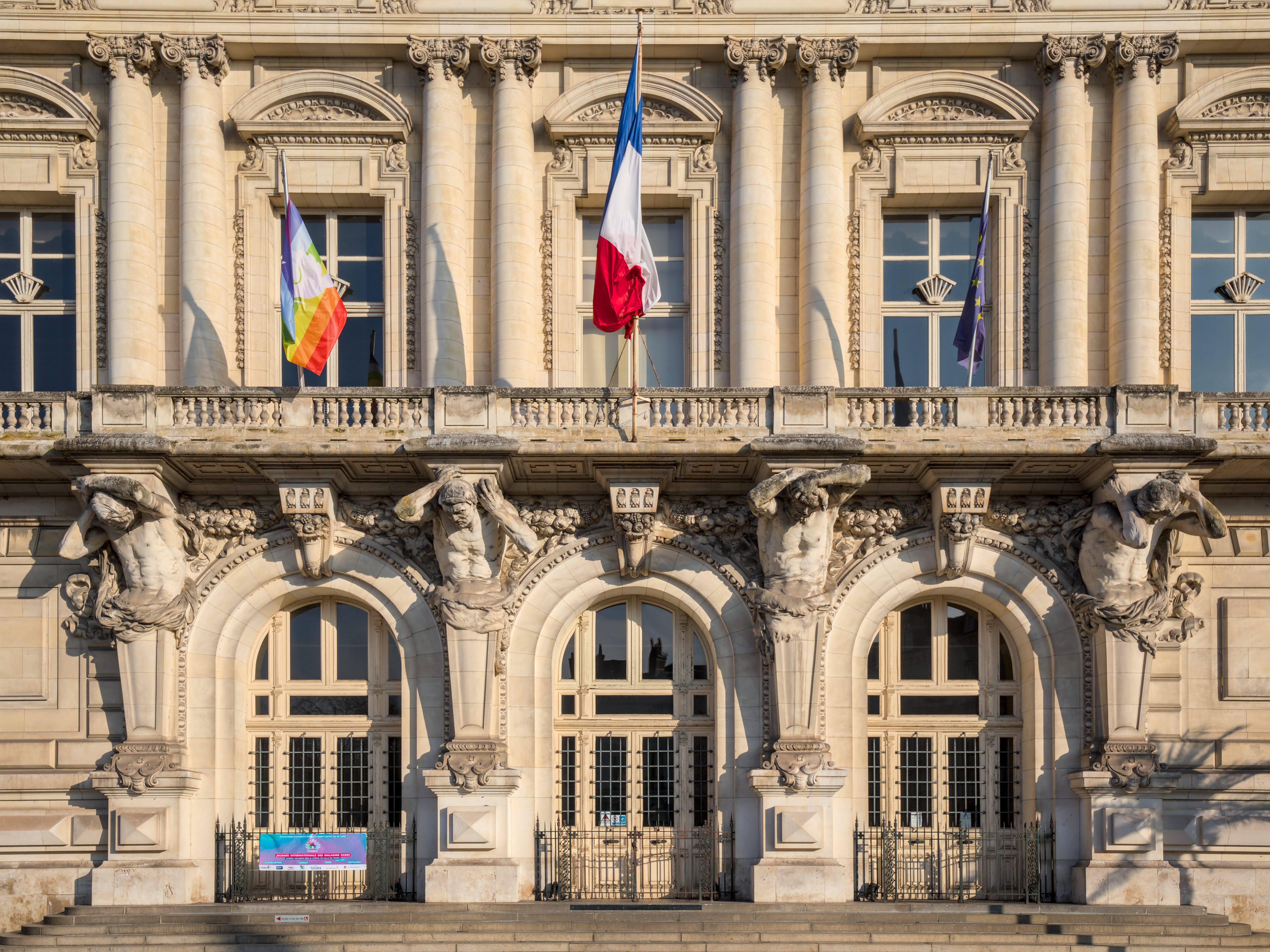
Le balcon soutenu par quatre atlantes.
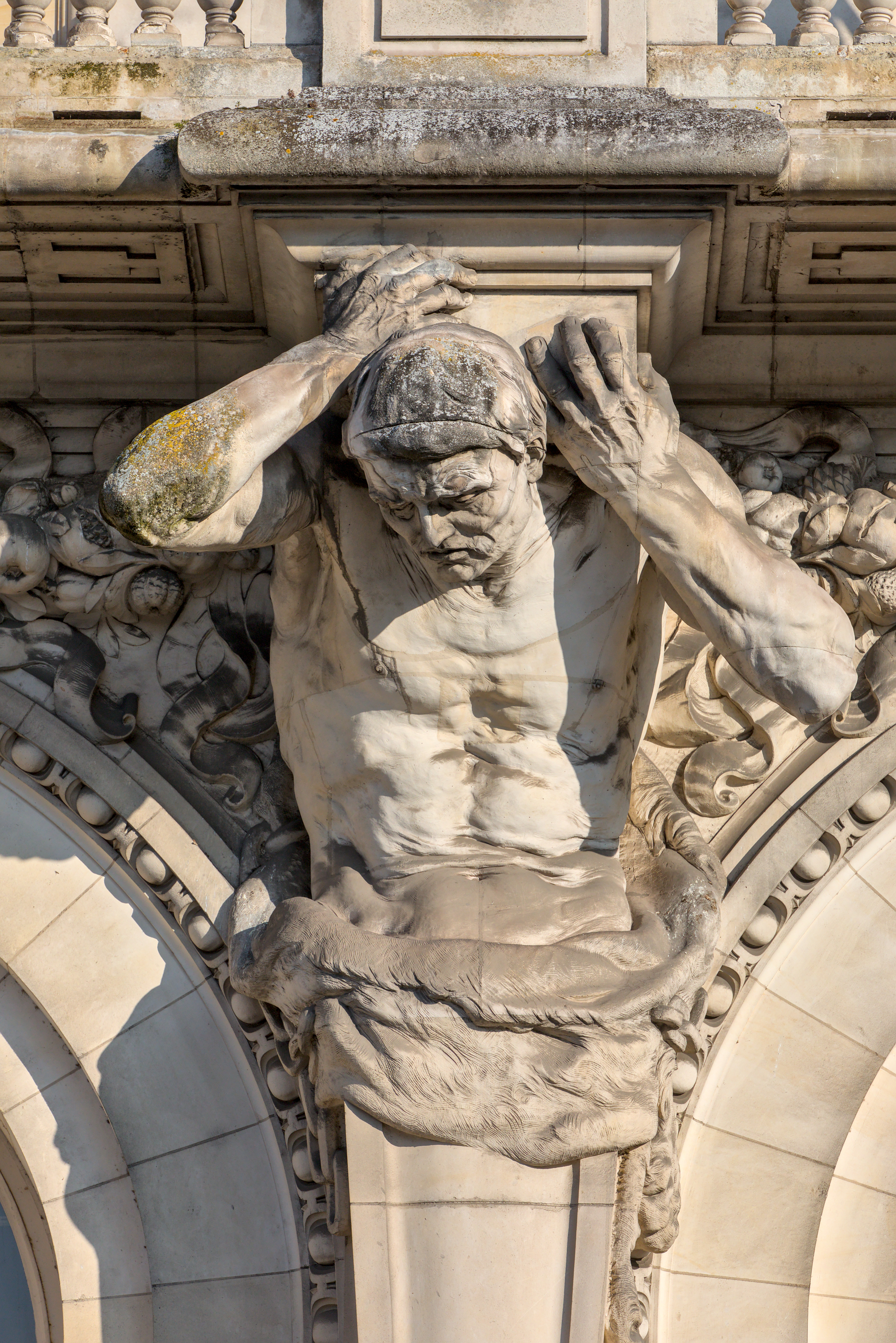
Un des atlantes soutenant le balcon.
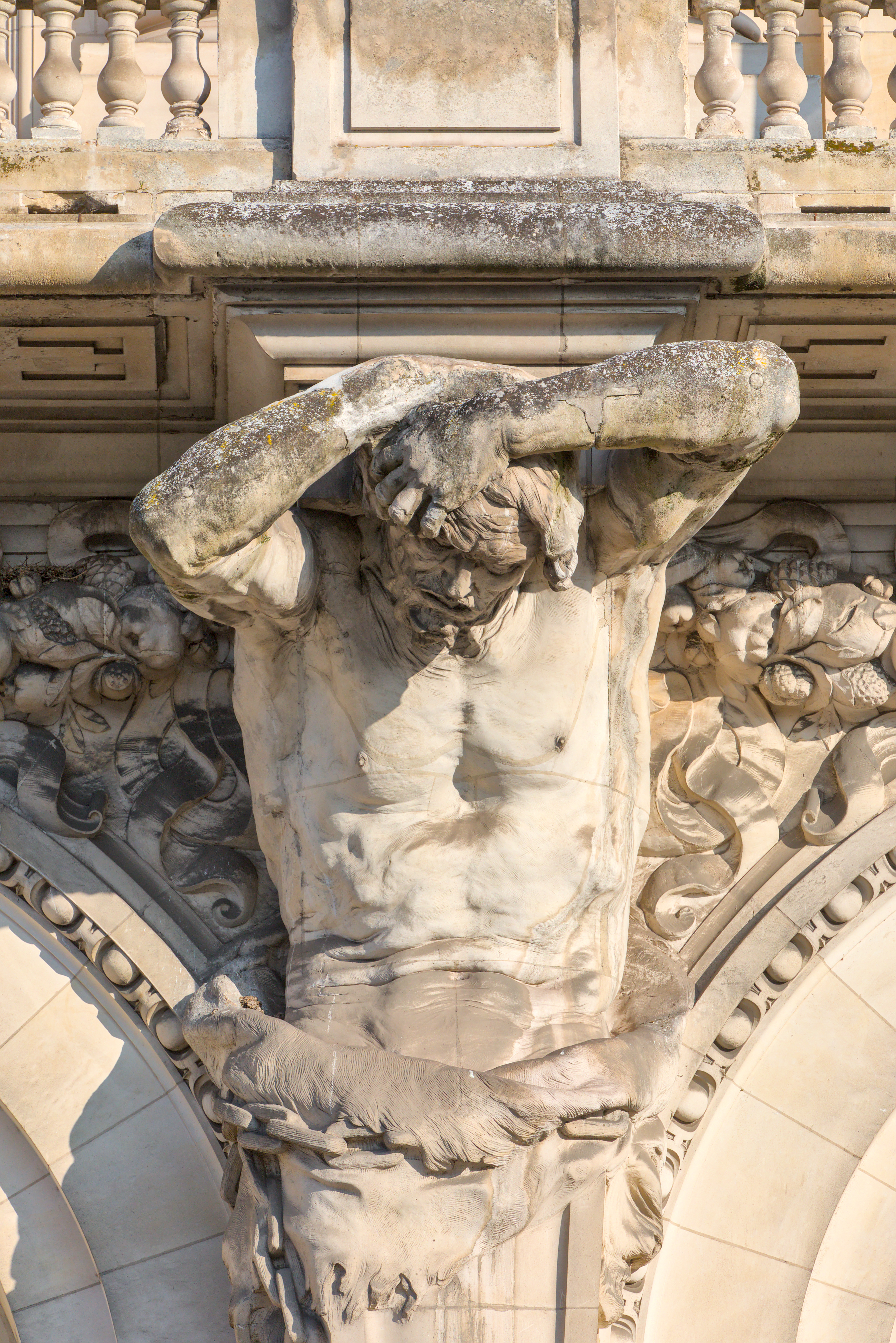
Un des atlantes soutenant le balcon.
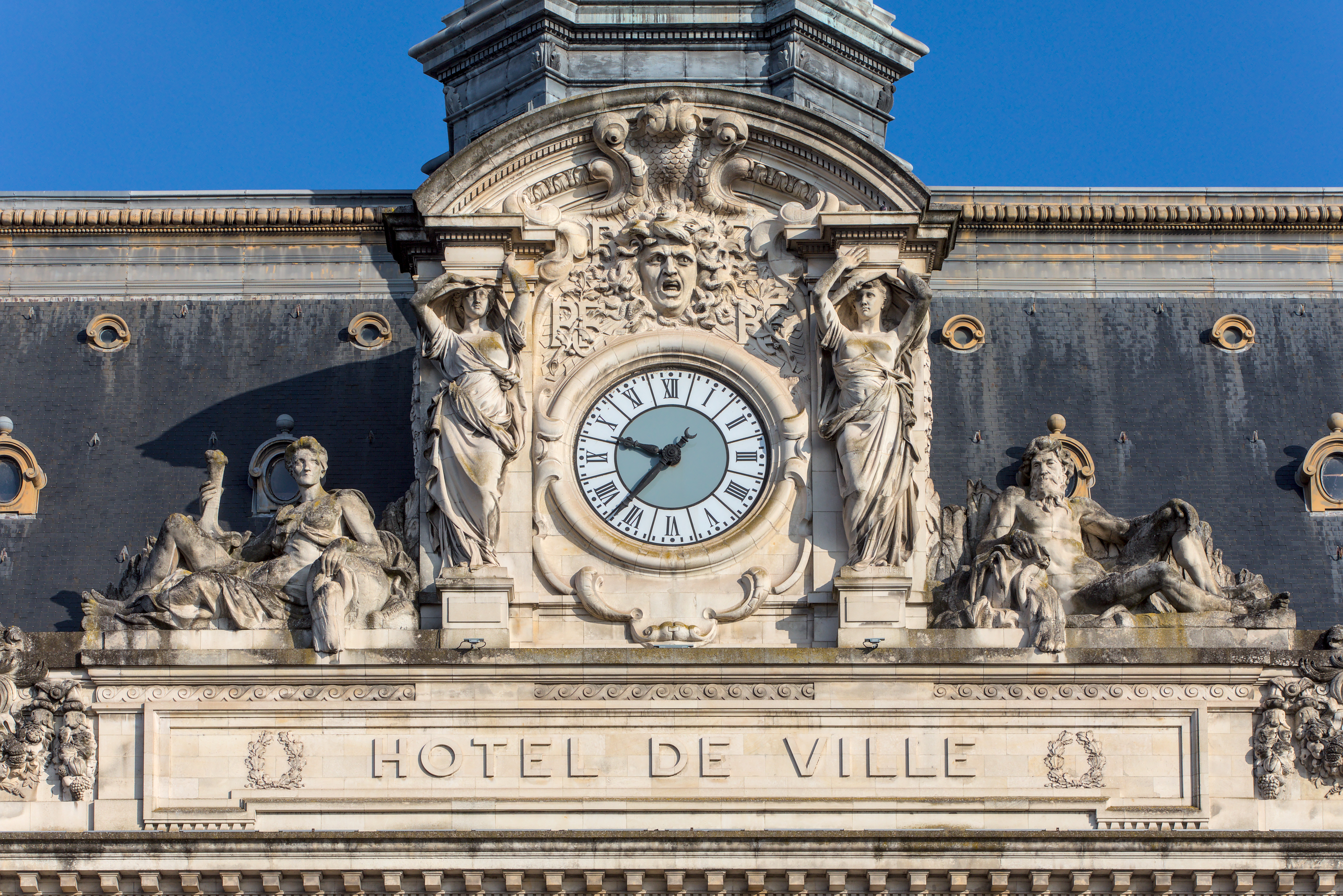
L'horloge, entourée par le Jour et la Nuit.
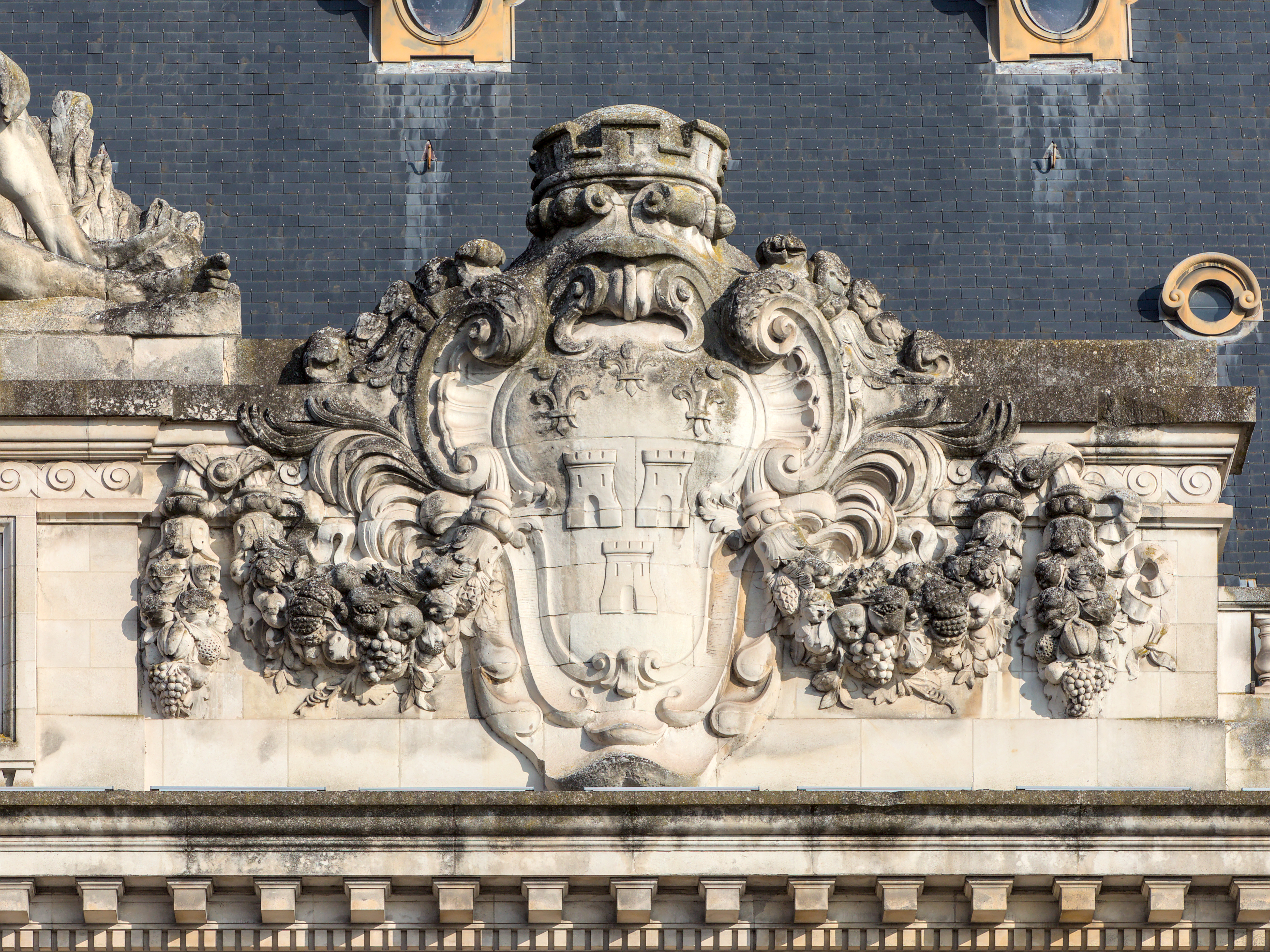
Armes de la ville.
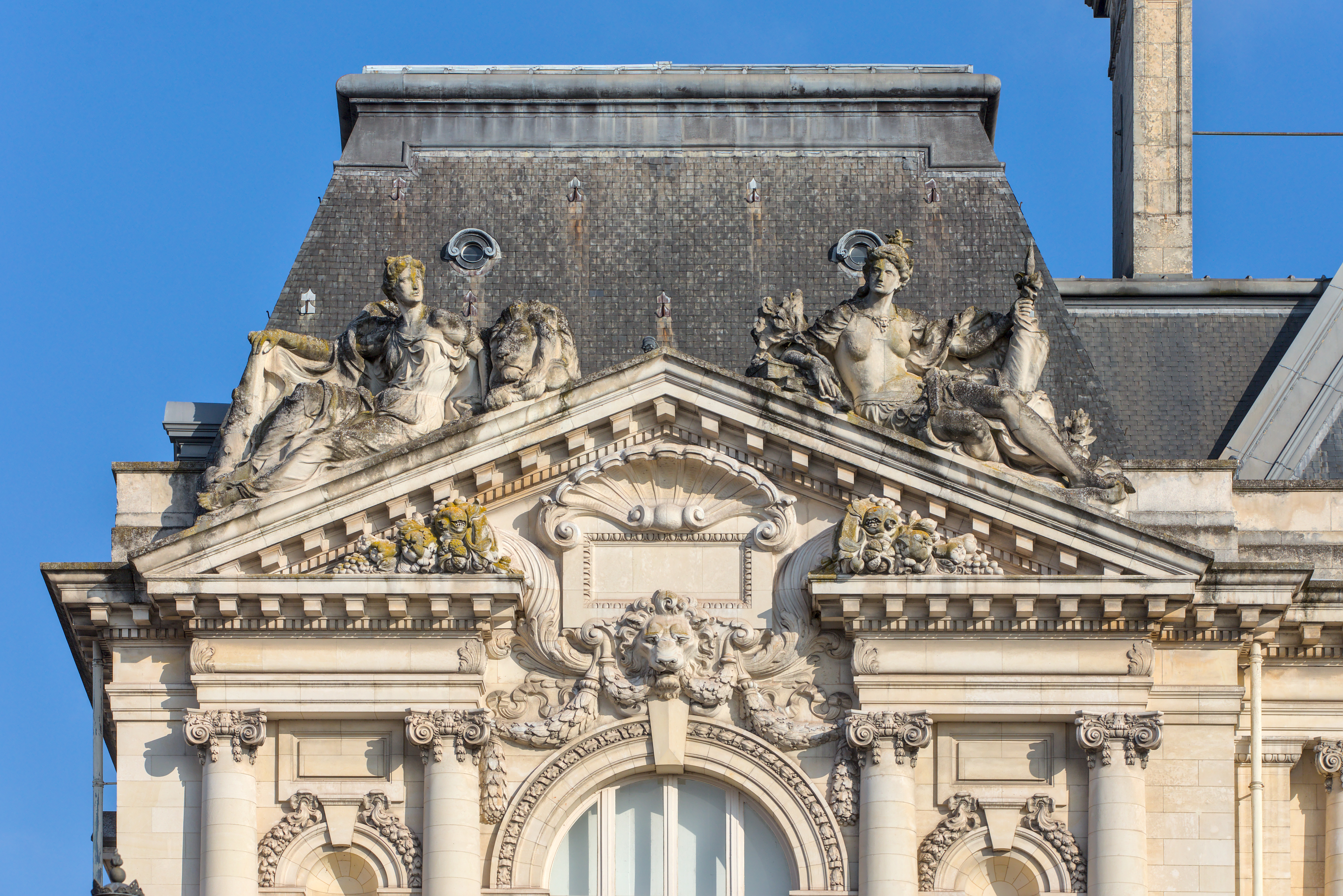
Le Courage et la Force, sur le fronton ouest.

## Aménagement intérieur
- Au rez-de-chaussée, le péristyle en pierre sert de lieu d'exposition.
- L'escalier monumental en pierre abrite un monument aux morts.
- Au premier étage, la salle des fêtes et la salle des mariages sont abondamment décorées.
- La salle du conseil municipal est ornée d'un triptyque sur la vie de Jeanne d'Arc par Jean-Paul Laurens (1901-1903).

Épisodes de la vie de Jeanne d'Arc par Jean-Paul Laurens (1901-1903)
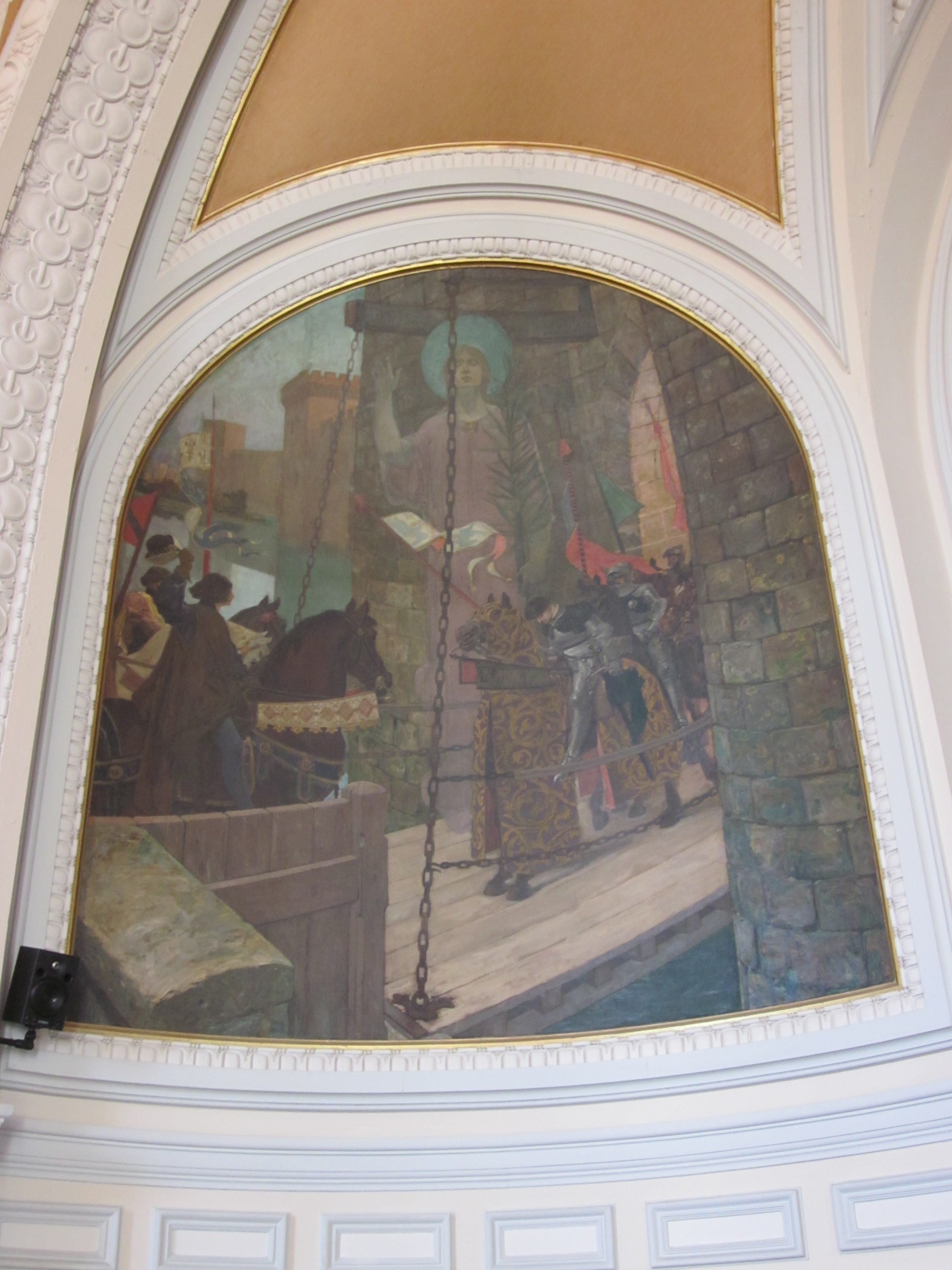
Jeanne d'Arc accueillant Charles VII à Tours.
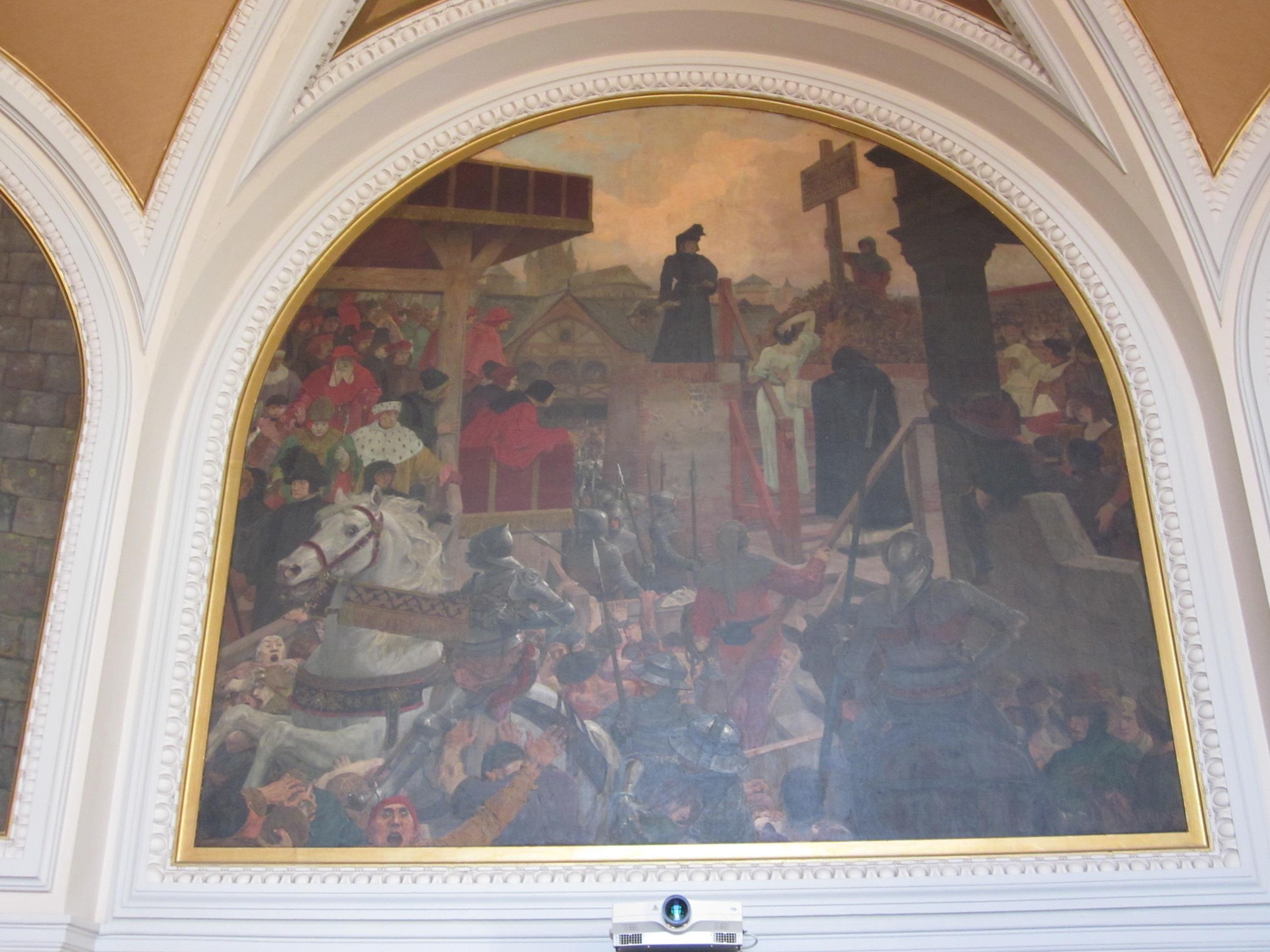
Épisode de la vie de Jeanne d'Arc.
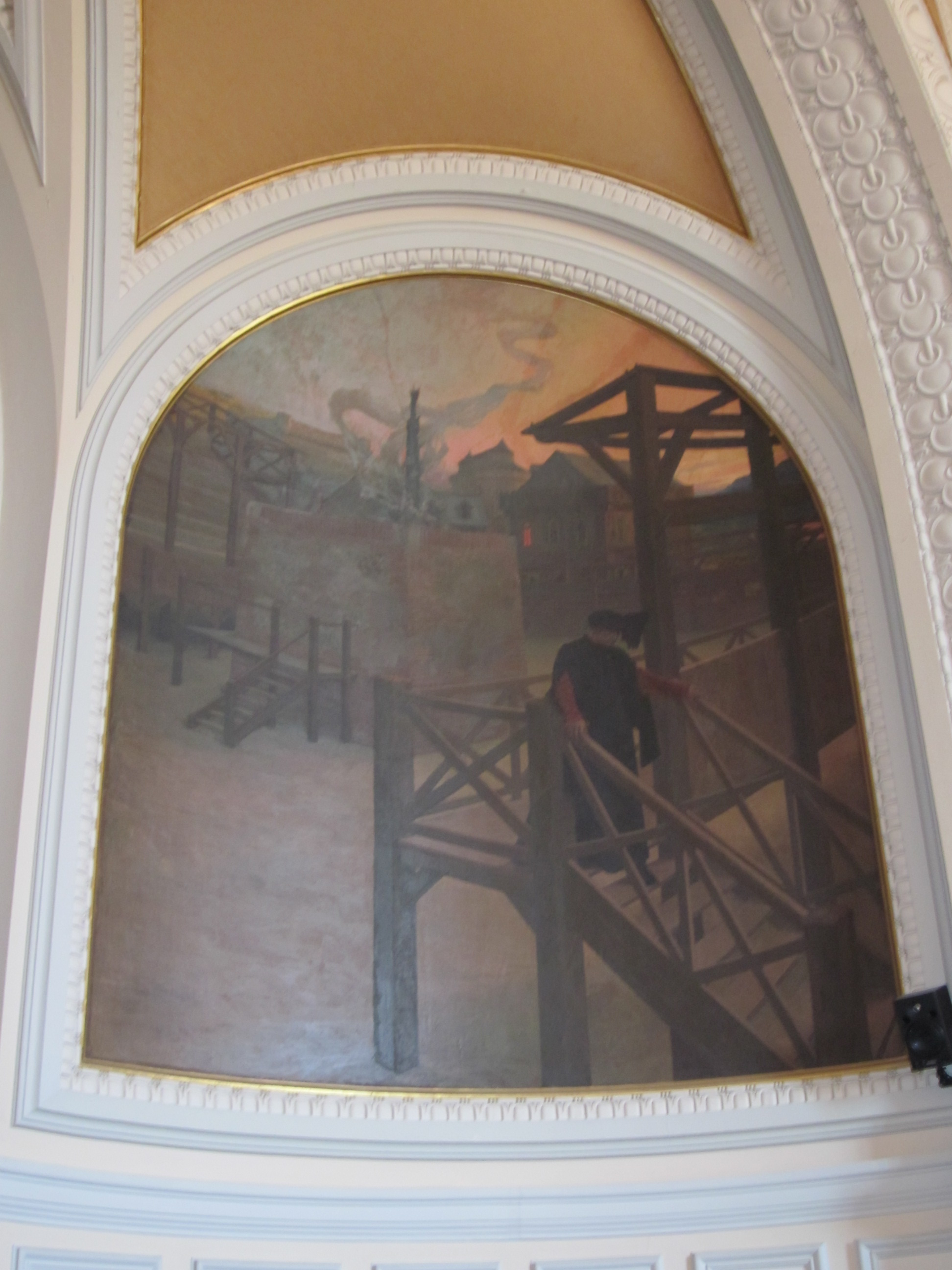
Le Bûcher après le supplice.

## Extension

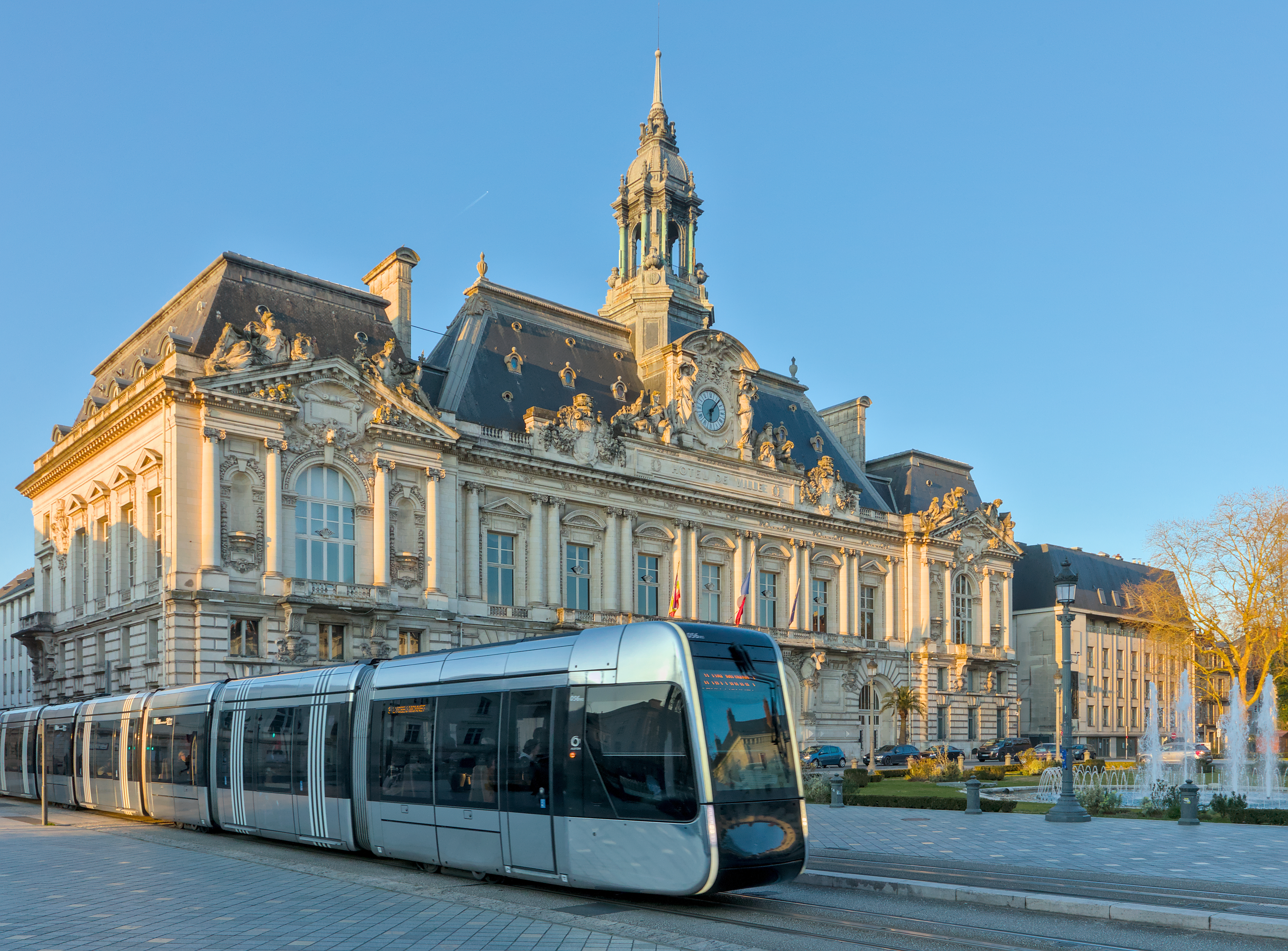
Un tramway passse devant l'hôtel de ville en 2025.

Au XXe siècle, une extension (en fait, une nouvelle mairie) est construite derrière la façade de l'hôtel et devant le lycée Descartes. Elle est reliée au bâtiment historique par une passerelle.